# The Book of Truth
The Book of Truth — перший студійний альбом шведської групи Ceremonial Oath, виданий у 1993 році лейблом Modern Primitive. Запис альбому відбувався у Studio Fredman протягом вересня 1992 року. Над записом та зведенням треків, окрім музикантів гурту, працювали Фредрік Нурдстрем та Інгмар Гуннард. Нурдстрем доклав руку і до написання клавішних партій пісень.
Матеріал альбому стилістично ближчий до дез-металу, хоча в ньому вже присутня значна кількість мелодійних моментів, які ще не відповідали повною мірою так званому «гетеборзькому звачанню», проте були близькими до нього.
Відповідаючи своїй назві, альбом структурно являє собою подобу книги, яка складається з прологу та десяти розділів-пісень.

## Список пісень
| #   | Назва                                        | Тривалість |
| --- | -------------------------------------------- | ---------- |
| 1.  | «Prologue: Sworn to Avenge»                  | 1:05       |
| 2.  | «Chapter I: The Invocator»                   | 3:16       |
| 3.  | «Chapter II: For I Have Sinned - The Praise» | 5:24       |
| 4.  | «Chapter III: Enthroned»                     | 5:16       |
| 5.  | «Chapter IV: Only Evil Prevails»             | 5:30       |
| 6.  | «Chapter V: Thunderworld»                    | 2:26       |
| 7.  | «Chapter VI: Lords of Twilight»              | 5:42       |
| 8.  | «Chapter VII: Ceremonial Oath»               | 7:34       |
| 9.  | «Chapter VIII: The Lost Name of God»         | 3:51       |
| 10. | «Chapter IX: The Book of Truth»              | 1:52       |
| 11. | «Chapter X: Hellbound»                       | 3:40       |

## Список учасників
- Оскар Дроньяк — вокал, гітара, клавішні
- Єспер Стремблад — бас-гітара
- Андерс Іверс — гітара
- Маркус Нурдберг — ударні